# Longing ~절망의 밤~
〈Longing 〜절망의 밤〜〉(일본어: Longing 〜切望の夜〜)는 X JAPAN의 12번째 싱글이다.
〈Longing 〜중단된 melody〜〉의 오케스트라 버전으로 발매되었다.

## 수록곡
1. Longing 〜절망의 밤〜(Longing 〜切望の夜〜) (요시키 작사·곡)
2. Longing 〜절망의 밤〜(Longing 〜切望の夜〜)(Instrumental Version) (요시키 작곡)
3. Longing 〜절망의 밤〜(Longing 〜切望の夜〜)(Poem) (요시키 작곡)